# Grindon (Northumberland)
Grindon – przysiółek w Anglii, w Northumberland, w dystrykcie (unitary authority) Northumberland, w civil parish Duddo. Leży 40.8 km od miasta Alnwick, 86.5 km od miasta Newcastle upon Tyne i 484.2 km od Londynu. W 1951 roku civil parish liczyła 58 mieszkańców.